# Reinhard von Pelden genannt Cloudt

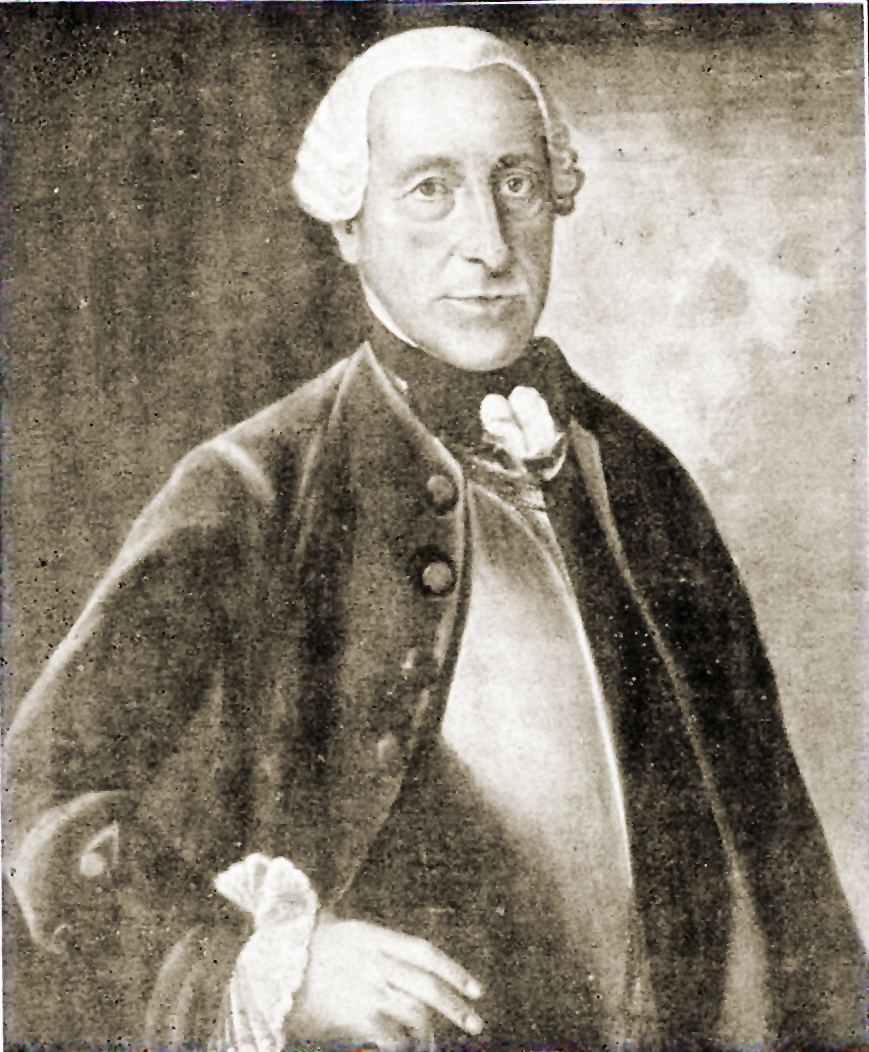
Reinhard von Pelden-Cloudt (1702–1770)

Reinhard Heinrich Bertram Vinzenz Freiherr von Pelden genannt Cloudt zu Lauersfort und Impel (* 1702; † 1. April 1770 in Moers) war ein deutscher Verwaltungsjurist und preußischer Regierungspräsident des Fürstentums Moers.

## Leben
Reinhard von Pelden-Cloudt wurde als zweiter Sohn des Freiherrn Jost Wirich von Pelden genannt Cloudt zu Lauersforst, Bloemersheim und Sollbrüggen und der Freifrau von Kinsky zu Tervoort und Stein in der Grafschaft Moers geboren. Er studierte von 1724 bis 1728 an der Ludwigsuniversität Gießen. Nach dem Studium trat er in den preußischen Verwaltungsdienst ein. Bereits am 9. März 1731 ernannte ihn Friedrich Wilhelm I. zum Regierungsrat im Fürstentum Moers zum Mitglied der Kriegs- und Domänenkommission zu Geldern. Am 17. Juni 1742 wurde von Pelden-Cloudt zum Deichkommissar berufen. Ein halbes Jahr später erfolgte die Ernennung als Justizrat am Moerser Haupt- und Kriminalgericht. Friedrich II. ernannte ihn am 23. November 1749 zunächst zum Vizepräsidenten später zum Regierungspräsidenten des Fürstentums Moers. Dieses Amt behielt er auch während des Siebenjährigen Krieges, in dem Moers französisch besetzt wurde, inne.
In dieser Zeit bewohnte Reinhard von Pelden-Cloudt zusammen mit seiner unverheirateten Schwester Charlotte das Haus Impel in Moers.
Als der Priester Johann Heinrich Mische, ein Protegé von Pelden-Cloudts, gegen ihn den Vorwurf der Bestechlichkeit erhob, entließ Friedrich II. den Regierungspräsidenten aus seinem Amt. Zunächst hatte Reinhard von Pelden-Cloudt nicht die Tragweite des Vorwurfes erkannt und dem nicht widersprochen. Zehn Jahre zuvor hatte er Mische zum Pfarrer der Gemeinde Kapellen bestimmt und dafür eine Anerkennungsgebühr von 300 Reichstalern erhalten. Als Herr zu Lauersfort übte er das Patronats- und Pfarrbesetzungsrecht in der Pfarrei Kapellen aus.
Die Annahme dieser Gebühr kolportierte Mischen, als der Regierungspräsident dem Pfarrer die Genehmigung für bauliche Veränderungen an den Pfarrgebäuden verweigert hatte. Von Pelden-Cloudt erlitt im Jahr seiner Entlassung mehrere Schlaganfälle, sodass er gesundheitlich nicht in der Lage war gegen seine Amtsenthebung beim König in Berlin zu protestieren.
Das Amt des Deichkommissars behielt von Pelden-Cloudt bis zu seinem Tode bei.